# Lira e Spada
Lira e spada (Leyer und Schwert) è una raccolta di poesie patriottiche di Karl Theodor Korner. Il poeta partecipò come tenente del Lützowsches Freikorps alle  
guerre della sesta coalizione contro Napoleone Bonaparte, denominate in Germania Befreiungskriege (guerre di liberazione), e cadde in un combattimento presso Gadebusch nell'agosto del 1813.

## Storia
L'opera venne  pubblicata dopo la morte dell'autore, nel 1814, grazie a suo padre e l'importanza della prima edizione, curata dal padre stesso del poeta (Vienna, 1814) è stata confermata con evidenza dalle numerose riedizioni, come anche la messa in musica di singole poesie (Lützows wilde Jagd, Reiterlied, Schwertlied) .

## Temi trattati
Narra dell'ardore patriottico e della condanna alla tirannia, con propositi a favore della Germania contro Napoleone Bonaparte, nati dopo il 1809.

## Riconoscimenti
All'autore Alessandro Manzoni dedicò l'ode Marzo 1821 con la frase: «...nome caro a tutti i popoli che combattono per difendere o per riconquistare una patria».